# ان کیسیل
ان کیسیل (به انگلیسی: An Caiseal) یک منطقهٔ مسکونی در ایرلند است که در شهرستان مایو واقع شده‌است.

## خصوصیات
ان کیسیل ۲ متر بالاتر از سطح دریا واقع شده‌است.